# Austrosciapus
Austrosciapus är ett släkte av tvåvingar. Austrosciapus ingår i familjen styltflugor.

## Bildgalleri

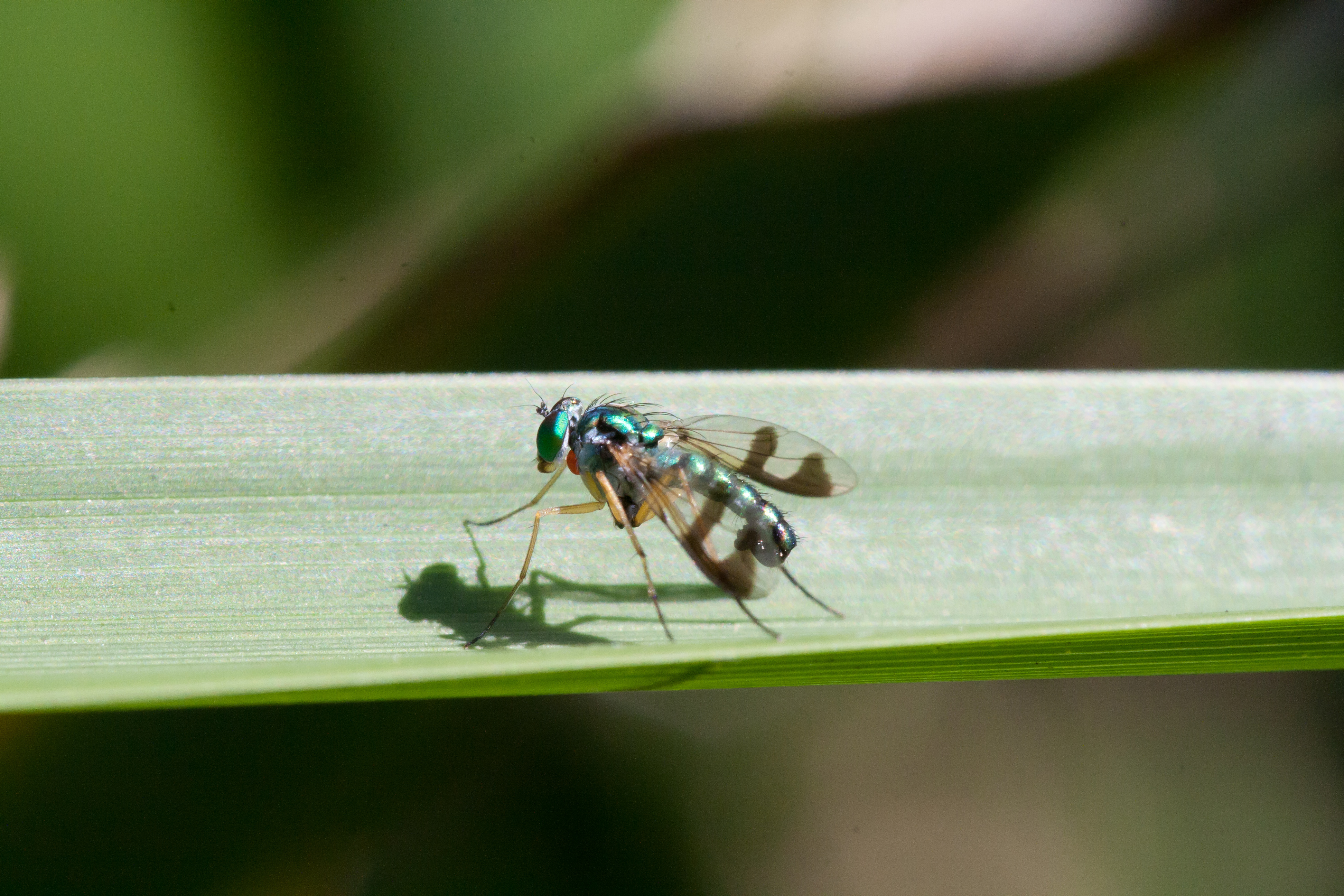

## Dottertaxa tillAustrosciapus, i alfabetisk ordning[1]
- Austrosciapus actensis
- Austrosciapus aprilis
- Austrosciapus ascitus
- Austrosciapus balli
- Austrosciapus broulensis
- Austrosciapus cantrelli
- Austrosciapus capricornis
- Austrosciapus cassisi
- Austrosciapus collessi
- Austrosciapus crater
- Austrosciapus dayi
- Austrosciapus dekeyzeri
- Austrosciapus dendrohalma
- Austrosciapus doddi
- Austrosciapus flavicauda
- Austrosciapus frauci
- Austrosciapus fraudulosus
- Austrosciapus gwynnae
- Austrosciapus hollowayi
- Austrosciapus janae
- Austrosciapus magus
- Austrosciapus minnamurra
- Austrosciapus muelleri
- Austrosciapus nellae
- Austrosciapus otfordensis
- Austrosciapus pseudotumidus
- Austrosciapus pulvillus
- Austrosciapus ravenshoensis
- Austrosciapus riparius
- Austrosciapus sarinensis
- Austrosciapus solus
- Austrosciapus stevensi
- Austrosciapus storeyi
- Austrosciapus tooloomensis
- Austrosciapus zentae